# Beatrice Oil Field
Beatrice Oil Field är ett oljefält i Storbritannien.   Det ligger i kommunen Highland och riksdelen Skottland, i den norra delen av landet, 800 km norr om huvudstaden London.
Terrängen runt Beatrice Oil Field är varierad.  Det finns inga samhällen i närheten. 